# Lotto Dôme
Lotto Dôme – hala widowiskowo-sportowa w Maaseik, w Belgii. Jej budowa rozpoczęła się w marcu 2007 roku, a otwarcie nastąpiło 4 października 2008 roku. Koszt budowy wyniósł 4 mln €. Obiekt może pomieścić 2600 widzów. Swoje spotkania w hali rozgrywają siatkarze klubu Noliko Maaseik. Przed otwarciem nowego obiektu zespół grał w hali Stedelijke Sporthal Maaseik (nową halę, wraz z aquaparkiem („Aquadroom”, oddany do użytku 21 listopada 2010 roku), wybudowano przy starym obiekcie, całość połączona jest ze sobą i tworzy jeden kompleks sportowy), natomiast mecze w europejskich pucharach, z powodu wymogów organizacyjnych, od 2001 roku grane były w hali Expodroom w Bree. W dniach 27–28 marca 2010 roku na arenie rozegrano Final Four Pucharu CEV siatkarzy sezonu 2009/2010.